# El Chicozapote
El Chicozapote es un sitio arqueológico de la cultura maya en la región de la Cuenca del Usumacinta del estado de Chiapas, México. El Chicozapote fue durante el periodo clásico mesoamericano un estado maya subordinado al reino de Yaxchilán. Entre los hallazgos del lugar se encuentran una serie de estelas y dinteles con escenas políticas que conservan restos de la pintura con la que originalmente estaban pintados.

## Historia
El Chicozapote se desarrolló en el periodo clásico medio y el clásico tardío de la cultura maya como parte de los sitios de la región de la Cuenca del Usumacinta y fue edificado al noreste de Yaxchilán, ciudad a la cual estaba subordinado. En El Chicozapote se han encontrado muros defensivos comunes en los sitios vasallos de Yaxchilán cuya función era retener los ataques de Piedras Negras durante los constantes conflictos bélicos con Yaxchilán para dominar la región.
Al interior del denominado Templo de los Cuatro Dinteles se ha hecho el hallazgo varios de monumentos en El Chicozapote, en estos se ilustra la figura de varios personajes de alto rango ataviados como sacerdotes realizando ceremonias, los dinteles han conservado la pintura original con la fueron pintados al momento de su creación entre los años 600 al 850 d. C., entre los que han identificado diversas tonalidades y colores como el rojo, azul y blanco. El dintel 1 tiene labrado a un gobernante jerarquizado bajo el título de sajal (título otorgado a un gobernante subordinado a una capital mayor) vasallo del rey de Yaxchilán Pájaro Jaguar IV, sentado sobre un concepto mitológico conocido como Witz (montaña) con la figura de un cráneo. El dintel 4 muestra a dos hombres sentados cuya jerarquía se demuestra en sus tocados, comúnmente atribuidos a sacerdotes.
El Chicozapote fue descubierto en junio de 1897 por el arqueólogo Teobert Maler durante una extensa expedición arqueológica en el río Usumacinta donde también documento la existencia de sitios aledaños como El Chile y Anaité, en el sitio registró y tomó fotografías de las estructuras y templos principales así como de los dinteles. El sitio permaneció abandonado y sin exploraciones, hasta la década de 1960 cuando se intensificó una campaña de saqueo arqueológico a varios sitios mayas olvidados y abandonados del río Usumacinta, posteriormente en una fecha desconocida los dinteles fueron extraídos de su sitio original, para ser encontrados décadas más tarde como parte de distintos museos y colecciones privadas.